# Смерть, останній подих
«Смерть. Останній подих» — студійний альбом гурту Штат, випущений у 2002 році лейблом Rostok Records.

## Список пісень
| #     | Назва                    | Тривалість |
| ----- | ------------------------ | ---------- |
| 1.    | «Знайди свій рай»        | 04:11      |
| 2.    | «Жах в твоїм серці»      | 06:18      |
| 3.    | «Марево»                 | 05:10      |
| 4.    | «Збожеволів»             | 04:55      |
| 5.    | «Вовк»                   | 04:59      |
| 6.    | «Депресії дія»           | 03:28      |
| 7.    | «Шлях до пекла»          | 06:44      |
| 8.    | «Тінь»                   | 03:59      |
| 9.    | «Колискова»              | 05:28      |
| 10.   | «Смерть. Останній подих» | 05:01      |
| 50:13 |                          |            |